# Baturan (Colomadu)
Baturan is een bestuurslaag in het regentschap Karanganyar van de provincie Midden-Java, Indonesië. Baturan telt 10.108 inwoners (volkstelling 2010).